# Edy Brambila
Edy Germán Brambila Rosales (ur. 15 stycznia 1986 w Tepic) – meksykański piłkarz występujący na pozycji prawego skrzydłowego, obecnie zawodnik Toluki.

## Kariera klubowa
Brambila jest wychowankiem akademii juniorskiej klubu CF Pachuca, do którego pierwszej drużyny został włączony jako dwudziestolatek przez szkoleniowca Enrique Mezę. W meksykańskiej Primera División zadebiutował 6 sierpnia 2006 w przegranym 2:3 spotkaniu z Cruz Azul i przez kolejne kilka lat współtworzył odnoszący liczne sukcesy i uważany za najlepszy w historii klubu zespół Pachuki, lecz pełnił w nim rolę głębokiego rezerwowego. W 2006 roku zajął drugie miejsce w krajowym superpucharze – Campeón de Campeones oraz triumfował w południowoamerykańskich rozgrywkach Copa Sudamericana. Premierowego gola w najwyższej klasie rozgrywkowej strzelił 8 kwietnia 2007 w wygranej 3:0 konfrontacji z Jaguares i w tym samym, wiosennym sezonie Clausura 2007 zdobył swoje pierwsze mistrzostwo Meksyku. W tamtym roku triumfował również ze swoją ekipą w najbardziej prestiżowych rozgrywkach północnoamerykańskiego kontynentu – Pucharze Mistrzów CONCACAF, a także w Superlidze i zajął drugie miejsce w superpucharze Ameryki Południowej – Recopa Sudamericana. Wziął także udział w Klubowych Mistrzostwach Świata, które Pachuca ukończyła ostatecznie na szóstej lokacie.
W 2008 roku Brambila kolejny raz triumfował w północnoamerykańskim Pucharze Mistrzów, dzięki czemu ponownie wziął udział w Klubowych Mistrzostwach Świata; tym razem ukończył je na czwartym miejscu. W sezonie Clausura 2009 zanotował z Pachucą tytuł wicemistrzowski oraz zajął drugie miejsce w rozgrywkach kwalifikacyjnych do Copa Libertadores – InterLidze. W 2010 roku, regularniej pojawiając się już na ligowych boiskach, po raz trzeci triumfował z Pachucą, prowadzoną wówczas przez argentyńskiego szkoleniowca Guillermo Rivarolę, w rozgrywkach Ligi Mistrzów CONCACAF. Dzięki temu kilka miesięcy później ponownie wystąpił w Klubowych Mistrzostwach Świata, gdzie wraz z resztą drużyny spisał się jednak gorzej niż przed dwoma laty, zajmując piąte miejsce. W styczniu 2011 udał się na wypożyczenie do drugoligowego Club León w ramach współpracy pomiędzy obydwoma zespołami (Pachuca i León posiadały wspólnego właściciela – przedsiębiorstwo Grupo Pachuca), którego barwy reprezentował przez pół roku bez większych sukcesów i pełniąc głównie rolę rezerwowego, lecz po powrocie do Pachuki wywalczył sobie miejsce w pierwszym składzie.
Latem 2012 Brambila został ściągnięty przez Enrique Mezę – swojego byłego trenera z Pachuki – do drużyny Deportivo Toluca, z którą w sezonie Apertura 2012 zdobył tytuł wicemistrza Meksyku. W 2014 roku dotarł natomiast do finału Ligi Mistrzów CONCACAF, regularnie pojawiając się na boiskach, lecz niemal wyłącznie jako rezerwowy. Bezpośrednio po tym sukcesie został wypożyczony do zespołu Club Atlas z siedzibą w Guadalajarze, gdzie grał bez poważniejszych osiągnięć przez rok, pojawiając się na boiskach głównie po wejściach z ławki.
| Sezon     | Klub             | Kraj   | Rozgrywki  | Mecze | Bramki |
| --------- | ---------------- | ------ | ---------- | ----- | ------ |
| 2006/2007 | CF Pachuca       | Meksyk | Liga MX    | 7     | 1      |
| 2007/2008 | CF Pachuca       | Meksyk | Liga MX    | 9     | 1      |
| 2008/2009 | CF Pachuca       | Meksyk | Liga MX    | 8     | 0      |
| 2009/2010 | CF Pachuca       | Meksyk | Liga MX    | 15    | 1      |
| 2010/2011 | CF Pachuca       | Meksyk | Liga MX    | 13    | 0      |
| 2010/2011 | Club León        | Meksyk | Ascenso MX | 6     | 1      |
| 2011/2012 | CF Pachuca       | Meksyk | Liga MX    | 37    | 0      |
| 2012/2013 | Deportivo Toluca | Meksyk | Liga MX    | 24    | 0      |
| 2013/2014 | Deportivo Toluca | Meksyk | Liga MX    | 22    | 3      |
| 2014/2015 | Club Atlas       | Meksyk | Liga MX    | 28    | 4      |
| 2015/2016 | Deportivo Toluca | Meksyk | Liga MX    |       |        |